# John Hawkes (Tennisspieler)
John „Jack“ Baily Hawkes (* 7. Juni 1899 in Geelong; † 31. Mai 1990) war ein australischer Tennisspieler.
Hawkes war der erfolgreichste australische Tennisspieler der 1920er. Im Jahr 1926 gewann er die Australischen Tennismeisterschaften. Im Finale besiegte er seinen Landsmann James Willard in drei Sätzen (6:1, 6:3, 6:1). Ein Jahr später verlor er das Finale gegen Gerald Patterson in fünf Sätzen. In der Doppelkonkurrenz gewann er mit seinem Partner Gerald Patterson gegen James Anderson und Pat O’Hara Wood 6:1, 6:4, 6:2 im Jahr 1926 und 1927 gegen Pat O’Hara Wood und Ian McInnes 8:6, 6:2, 6:1. 1930 erreicht er mit Tim Fitchett das Finale, verlor mit ihm aber gegen die Vorjahressieger Jack Crawford und Harry Hopman. Das gemischte Doppel dieses Wettbewerbs gewann er mit Esna Boyd Robertson 1922, 1926 und 1927. Außerdem standen die beiden 1928 im Finale, gaben aber kampflos auf, sodass Daphne Akhurst Cozens und Jean Borotra gewannen. Die Amerikanischen Tennismeisterschaften 1925 gewann er mit Kathleen McKane Godfree gegen Ermyntrude Harvey und Vincent Richards 6:2, 6:4 (nachdem er mit ihr 1923 ihm Finale an Bill Tilden und Molla Mallory gescheitert war) und 1928 mit Helen Wills Moody gegen Edith Cross und Edgar Moon 6:1, 6:3.